# Miner riberenc reial
El miner riberenc reial (Cinclodes aricomae) és una espècie d'ocell de la família dels furnàrids (Furnariidae) que viu a les zones obertes de páramo al sud-est del Perú, en Cuzco i Puno.